# Zásada (Pěnčín)
Zásada (německy Zasada) je malá vesnice, část obce Pěnčín v okrese Liberec. Nachází se asi 2,5 kilometru severně od Pěnčína. Zásada leží v katastrálním území Kamení o výměře 2,5 km².

## Historie
První písemná zmínka o vesnici pochází z roku 1543.